# Örebro studentsångare
Örebro Studentsångare/Örebro University Choir är en blandad akademisk kör vid Örebro universitet. 
Kören, som består av sångare där alla har en koppling till Örebro universitet, är en scenisk kör som för den breda publiken är mest känd för sin julproduktion Kalastider som spelats på universitetet under drygt 20 års tid. Örebro Studentsångare har funnits sedan hösten 1993. Från att ha startat med ett trettiotal sångentusiaster har kören med åren växt till sig för att bli ett stående inslag på campus. Under sina första levnadsår hette kören Nerikeslättens Studentstämmor, men bytte 1996 namn till Örebro Studentsångare. Under senare år, då kören mer och mer varit synliga i internationella sammanhang, använder kören namnet Örebro University Choir.

## Verksamhet
Körens mest kända evenemang är Kalastider som är körens stora återkommande projekt. Det är en scenisk föreställning varje år specialskriven för ensemblen av den konstnärlige ledaren Fredrik Berglund och spelas under första adventshelgen på Örebro universitet. Första föreställningen gavs i december 2000 och har spelats varje år sedan dess. I föreställningen får publiken höra några av de mest älskade julsångerna, men också musik som sätts in i en julkontext speciellt arrangerad för just årets föreställning. En del av musiken till föreställningarna finns inspelad på skivorna Is Love Alive (2016) och Från AdVenta till Kalastider (2009).
En annan återkommande konsert är julkonserten AdVenta som ges i Nicolaikyrkan och som kören genomför i samarbete med Svenska kyrkan och universitetskyrkan i Örebro.
En tradition för Örebro studentsångare är Valborgsmässofirandet vid Örebro Slott, där man står på slottets norra sida och sjunger mot Örebros valborgsfirande invånare som står på Järntorget. Sedan våren 2016 är Örebro universitet värd för valborgsmässofirande och Fredrik Berglund är konstnärligt ansvarig för evenemanget.
Övriga föreställningar under åren:
- En fot i jorden - spelad i Entréhuset, Örebro universitet (våren 2001)
- Pang - Du är Vår! - spelad på Badhuset konsertscen, Örebro (våren 2001)
- Vårnatt - spelad i Entréhuset, Örebro universitet (våren 2003)
- De  4 elementen - spelad i Biblioteksaulan, Örebro universitet (hösten 2003)
- Skymning - Premiären framfördes i Olaus Petrikyrkan i Örebro våren 2003 och i Nicolaikyrkan 10 mars 2007.
- Gå i Solen - spelad i Entréhuset, Örebro universitet (våren 2004 & 2005)
- I kärlekens Tid - spelad i Musikhögskolans konsertsal, Örebro universitet (våren 2006)
- Mozarts Requiem  - spelad i Musikhögskolans konsertsal, Örebro universitet (2008)
- I Tid och Otid - spelad i Entréhuset, Örebro universitet (våren 2011)

## Diskografi
- Avtryck - 2004
- Människa - 2008
- Från AdVenta till Kalastider (julskiva) - 2010
- Is Love Alive - 2016 (publicerad under namnet Örebro University Choir på ex Spotify)

## Dirigenter
- 1993–1996 Staffan Holst
- 1996–1997 Christina Blom
- 1997–2000 Mia Fogel
- 2000– Fredrik Berglund